# Jean-Claude Lucq
Pour les articles homonymes, voir Lucq.
Pas d'image ? Cliquez ici

a Compétitions nationales et continentales officielles uniquement.

Jean-Claude Lucq, né le 20 décembre 1945 à Heugas et mort le 28 juillet 2021 à Saint-Pandelon, est un joueur français de rugby à XV qui évolue au poste de pilier.

## Biographie
Jean-Claude Lucq est né le 20 décembre 1945 dans la commune landaise de Heugas.
Il joue au rugby à XV au sein de l'équipe première de l'US Dax. Il est le frère de Jean-Michel Lucq, évoluant auprès de lui dans les rangs dacquois, tous les deux au poste de pilier. En challenge Yves du Manoir, Jean-Claude remporte la compétition à deux reprises ; bien qu'il ne participe pas à la finale de 1969, il dispute celle de 1971 auprès de son frère.
En 1974, il quitte l'US Dax mais reste dans les Landes, rejoignant les rangs de l'AS Monfort en tant que joueur-entraîneur, auprès de son coéquipier Jean-Paul Laborde. En 1978, ils y remportent le titre de champion de France en division Honneur. Lucq entraîne l'équipe première montfortoise jusqu'en 1981.
En parallèle de sa carrière sportive, il exerce le métier de technicien auprès de la mairie de Dax.
Il intègre après sa retraite de joueur l'équipe dirigeante de l'US Dax, notamment en 1993 lors des titres de champion de France en catégories jeunes.
Jean-Claude Lucq meurt le 28 juillet 2021 à Saint-Pandelon, à l'âge de 75 ans.

## Palmarès
- Challenge Yves du Manoir :
  - Vainqueur : 1969[Note 1] et 1971 avec l'US Dax.
- Championnat de France de division Honneur :
  - Vainqueur : 1978 avec l'AS Monfort.